# Vasyl Kravets
Vasyl Kravets (en ucraniano: Василь Русланович Кравець; Raión de Horodok, Óblast de Leópolis, Ucrania, 20 de agosto de 1997) es un futbolista ucraniano. Juega como defensa y su equipo es el F. C. Metalist 1925 Járkiv de la Persha Liha.

## Trayectoria
Formado en las categorías inferiores del F. K. Karpaty Lviv, fue internacional en las categorías inferiores de la selección de su país, hasta llegar a jugar en 2014 con el primer equipo ucraniano. En enero de 2017 este equipo lo cedió al C. D. Lugo hasta el final de la temporada 2016-17.
El 13 de enero de 2019 el C. D. Leganés hizo oficial su fichaje hasta 2023. Un año después, el 15 de enero de 2020, regresó cedido al C. D. Lugo hasta final de temporada. En septiembre volvió a ser prestado, marchándose a Polonia para juar en el Lech Poznań.
El 13 de julio de 2021 se marchó cedido al Real Sporting de Gijón, con una opción de compra obligatoria en caso de ascenso y otra opcional en caso de permanecer en Segunda División. El club decidió no ejercer dicha opción y se marchó a final de temporada. Entonces, en el mes de septiembre, regresó a su país tras llegar a un acuerdo con el F. C. Vorskla Poltava para su traspaso. Allí estuvo una temporada y las siguientes jugó para el S. C. Dnipro-1, el F. C. Polissya Zhytomyr y el F. C. Metalist 1925 Járkiv.

## Clubes
| Club                            | País    | Año       |
| ------------------------------- | ------- | --------- |
| F. K. Karpaty Lviv              | Ucrania | 2014-2017 |
| C. D. Lugo                      | España  | 2017-2019 |
| C. D. Leganés                   | España  | 2019-2022 |
| C. D. Lugo (cedido)             | España  | 2020      |
| Lech Poznań (cedido)            | Polonia | 2020-2021 |
| Real Sporting de Gijón (cedido) | España  | 2021-2022 |
| F. C. Vorskla Poltava           | Ucrania | 2022-2023 |
| S. C. Dnipro-1                  | Ucrania | 2023-2024 |
| F. C. Polissya Zhytomyr         | Ucrania | 2024      |
| F. C. Metalist 1925 Járkiv      | Ucrania | 2024-     |